# Mounir Diane
Mounir Diane, né le 16 mai 1982 à Oulad Abbou (Maroc), est un footballeur international marocain. Il évolue au poste de milieu de terrain.

## Biographie

### Formation
En 1998, alors qu'il n'a que 16 ans, il est repéré lors d'un tournoi avec la sélection nationale des -16 ans et part pour la France, où il rejoint le RC Lens. En 2003, lors du Tournoi national des centres de formation, il est élu meilleur joueur du tournoi.

### Ses années au RC Lens
Après quelques apparitions dans le groupe pro, il est annoncé comme le successeur désigné d'Antoine Sibierski, mais les différents entraîneurs qui se succèdent au RC Lens ne lui accordent pas leur confiance. C'est ainsi que Mounir Diane se retrouve écarté, et ce pendant plusieurs saisons. 
Il reste fidèle au club (étant simplement prêté une saison au SC Bastia) et, près de 3 ans après sa dernière apparition sous le maillot sang et or, Jean-Pierre Papin décide de le relancer dans le grand bain de la Ligue 1 lors d'un déplacement pour affronter le FC Sochaux. Il est alors à créditer d'une bonne prestation, même s'il semble alors à court de forme. Il ne réussit cependant toujours pas à s'imposer avec les Sang et Or, pas même au début de leur saison 2008-2009 en Ligue 2 et quitte le club.

### Sa carrière après Lens
Le 27 août 2008, il signe un contrat de 2 ans avec une option de prolongation de 2 ans pour le club belge de RAEC Mons.
Le 8 février 2012, il rejoint le Sporting Club de Douai, évoluant en Division d'Honneur Nord-Pas-de-Calais. Il le quitte deux semaines plus tard, le 22 février 2012, à cause de la perte de son statut professionnel,.

## Carrière
| Saison                | Club                                | Championnat           | Championnat | Championnat | Coupe nationale | Coupe nationale | Coupe de la Ligue | Coupe de la Ligue | Compétition(s) continentale(s) | Compétition(s) continentale(s) | Compétition(s) continentale(s) | Maroc | Maroc | Total | Total |
| Saison                | Club                                | Division              | M.          | B.          | M.              | B.              | M.                | B.                | Comp.                          | M.                             | B.                             | M.    | B.    | M.    | B.    |
| 2001-2002             | Racing Club de Lens                 | CFA                   | 4           | 3           | 0               | 0               | 0                 | 0                 | -                              | -                              | -                              | -     | -     | 4     | 3     |
| 2002-2003             | Racing Club de Lens                 | CFA                   | 27          | 5           | 0               | 0               | 0                 | 0                 | -                              | -                              | -                              | -     | -     | 27    | 5     |
| 2003-2004             | Racing Club de Lens                 | Ligue 1               | 18          | 1           | 2               | 0               | 2                 | 0                 | C3                             | 6                              | 0                              | -     | -     | 28    | 1     |
| 2004-2005             | Racing Club de Lens                 | Ligue 1               | 22          | 0           | 2               | 0               | 1                 | 0                 | -                              | -                              | -                              | 4     | 1     | 29    | 1     |
| 2005-2006             | Sporting Club de Bastia (prêt)      | Ligue 2               | 22          | 1           | 0               | 0               | 0                 | 0                 | -                              | -                              | -                              | -     | -     | 22    | 1     |
| 2006-2007             | Racing Club de Lens                 | Ligue 1               | 4           | 0           | 0               | 0               | 1                 | 0                 | C3                             | 1                              | 0                              | -     | -     | 6     | 0     |
| 2007-2008             | Racing Club de Lens                 | Ligue 1               | 3           | 0           | 0               | 0               | 0                 | 0                 | -                              | -                              | -                              | -     | -     | 3     | 0     |
| 2008-2009             | Racing Club de Lens                 | Ligue 2               | 3           | 0           | 0               | 0               | 0                 | 0                 | -                              | -                              | -                              | -     | -     | 3     | 0     |
| Sous-total            | Sous-total                          | Sous-total            | 72          | 2           | 4               | 0               | 4                 | 0                 | -                              | 7                              | 0                              | -     | -     | 87    | 2     |
| 2008-2009             | Royal Albert Elisabeth Club de Mons | Jupiler League        | 20          | 2           | 1               | 0               | -                 | -                 | -                              | -                              | -                              | -     | -     | 21    | 2     |
| 2009-2010             | Royal Albert Elisabeth Club de Mons | D2                    | 30          | 2           | 2               | 0               | -                 | -                 | -                              | -                              | -                              | -     | -     | 32    | 2     |
| Sous-total            | Sous-total                          | Sous-total            | 50          | 4           | 3               | 0               | -                 | -                 | -                              | -                              | -                              | -     | -     | 53    | 4     |
| Total sur la carrière | Total sur la carrière               | Total sur la carrière | 122         | 6           | 7               | 0               | 4                 | 0                 | -                              | 7                              | 0                              | 4     | 1     | 144   | 7     |

## Sélections en équipe nationale
| Caps | Date       | Match             | Lieu       | Score | Compétition      | But |
| 1    | 31/03/2004 | Maroc - Angola    | Rabat      | 3 - 1 | Amical           | --  |
| 2    | 28/04/2004 | Maroc - Argentine | Casablanca | 0 - 1 | Amical           | --  |
| 3    | 10/10/2004 | Guinée - Maroc    | Conakry    | 1 - 1 | Elim.CAN/CM 2006 | --  |
| 4    | 17/11/2004 | Maroc – Burkina   | Rabat      | 4 - 0 | Amical           | --  |
| 5    | 09/02/2005 | Maroc - Kenya     | Rabat      | 5 - 1 | Elim.CAN/CM 2006 | 1   |
| 6    | 26/03/2005 | Maroc - Guinée    | Rabat      | 1 - 0 | Elim.CAN/CM 2006 | --  |
| 7    | 18/06/2005 | Kenya - Maroc     | Nairobi    | 0 - 0 | Elim.CAN/CM 2006 | --  |
| 8    | 28/05/2006 | Mali - Maroc      | Colombes   | 1 - 0 | Amical           | --  |
| ---- | ---------- | ----------------- | ---------- | ----- | ---------------- | --- |

## Palmarès
- Finaliste de la Coupe de la Ligue en 2008